# .pt
.ptは国別コードトップレベルドメイン（ccTLD）の一つで、ポルトガルに割り当てられている。Fundação para a Computação Científica Nacional (FCCN)が運営する。以下種類のセカンドレベルドメインがある。
- .com.pt: 制限なし; オンライン登録可
- .edu.pt: 教育
- .gov.pt: ポルトガル政府
- .int.pt: 国際組織またはポルトガル国内の在外公館
- .net.pt: 通信プロバイダ
- .nome.pt: 個人
- .org.pt: 非営利組織
- .publ.pt: 出版（新聞等）

セカンドレベルに直接登録することもできるが、制限がある。
- .pt: 共同体、個人企業家、公共機関、その他商標を持つ、または商標申請中の個人。ドメイン名は、申請者の名前、商標、企業名のいずれかでなければならない。

.com.ptは、名前の制限や地域に居住している必要がないため、取得が最も簡単である。
2005年7月1日以降、セディーユ、アキュート・アクセント、Õ等の特殊な文字もドメイン名の中で使用できるようになった。
.gov.ptを除いて、ポルトガルではサードレベルへの移行は進んでいない。それは、多くのサイトが既に.ptの下に登録されている上、覚えやすいためである。外務省のウェブサイトがwww.mne.gov.ptではなくwww.min-nestrangeiros.ptであるというような矛盾した現象も起こっている。しかし、.com.ptサブドメインへの登録は強く推奨されており、今では多くの登録がある。.nome.ptのような他のサブドメインは現在でも少数である。
初期の頃、FCCNは.ptドメインを非常に厳しいルールで管理することを試みたが、調整にかなりの時間がかかった。管理しきれなくなり、.com.ptのようなサブドメインを推奨するようになった。
.ptドメインは、現在ではポルトガル語サイトの10%弱にあたる約1000万ページで使われており、.br、.comに次ぐ第3位で、.net、.org、.infoよりも多い。